# Alexandra von Koczian
Alexandra von Koczian (* 1972 in West-Berlin) ist eine deutsche Schauspielerin.

## Leben
Alexandra von Koczian ist die Tochter der Schauspielerin Johanna von Koczian und des Musikproduzenten Wolf Kabitzky (1924–2004). Ihre Großeltern waren der Filmproduzent Gustav Kóczián-Miskolczy und die Schauspielerin Lydia Alexandra.
Sie absolvierte ihre Schauspielausbildung in den 1990er-Jahren an der Schauspielschule „Der Kreis“ in Berlin. Sie wirkte als Bühnendarstellerin in mehreren Theaterstücken, Musicals oder in Operetten mit. Im Jahr 1999 trat sie beim jährlich stattfindenden Theaterfestival Sommerspiele Perchtoldsdorf in der Operette Die vier Grobiane von Carlo Goldoni auf. Vor der Kamera war sie in einzelnen Folgen der Fernsehserien Schlosshotel Orth und Unser Charly zu sehen.
Alexandra von Koczian lebt in Berlin. Neben ihrer Muttersprache Deutsch spricht sie fließend Englisch, Französisch und Spanisch.

## Filmografie (Auswahl)
- 2005: Schlosshotel Orth (Fernsehserie, 1 Folge)
- 2007: Unser Charly (Fernsehserie, 1 Folge)